# 工业企业中实行每周休息公约
工业企业中实行每周休息公约(英語：Weekly Rest (Industry) Convention)是1921年10月25日第三届国际劳工大会通过的一项公约，又称1921年每周休息（工业）公约，是国际劳工组织第14号公约(C014)。公约于1923年6月19日生效。

## 内容
公约第二条规定工业企业全体职工每七日享有至少连续二十四小时的休息时间。

## 例外
公约第三条声明了一种例外不受限制：
1. 同一家庭成员的工业企业所适用的人

## 批准情形
截至目前，已有120个国家批准该公约。中华民国于1934年5月17日批准该公约。中华人民共和国则于1984年6月11日承认该公约，公约同日对中国生效。